# Synagoga ve Kdyni
Synagoga ve Kdyni stojí v Masarykově ulici ve Kdyni jako č.p. 12 naproti sokolovně. Vystavěna byla na začátku 60. let 19. století.
Jedná se o budovu s velmi dobře zachovaným interiérem, jež je od roku 1997 kulturní památkou. Vstupenky do objektu se prodávají v městském infocentru.